# Дімо
Дімо — село в штаті Центральна Екваторія, Південний Судан. Розташоване на кордоні з Демократичною республікою Конго.
| Південний Судан | Це незавершена стаття з географії Південного Судану. Ви можете допомогти проєкту, виправивши або дописавши її. |